# Patienten
|  | Denne artikel er oprettet af botten PalnaBot ud fra en ekstern database. Den kan derfor have sproglige fejl eller mangler. Denne skabelon kan fjernes efter kontrol af indholdet. |

Patienten er en kortfilm instrueret af Cecilie McNair efter manuskript af Cecilie McNair, Arne Kjærsgaard Grønbæk.

## Handling
Kristoffer står over for et svært valg: Skal han gennemgå en fedmeoperation? Det udvikler sig til et sandt mareridt, hvor Kristoffer elimineres fra et reality show og mister muligheden for at vinde et luksus-kurophold. Han skal nu endeligt beslutte, om operation er det rigtige for ham.